# Milad Kuhpai
Milad Kuhpai (* 27. Januar 1988 in Konstanz) ist ein deutscher Journalist, Nachrichtensprecher und Hörfunkmoderator.

## Leben
Milad Kuhpai wuchs in Schleswig-Holstein auf, sein Abitur machte er in Hamburg. Nach einem Gesangsstudium an der Musikhochschule Lübeck absolvierte er ein journalistisches Volontariat bei Klassik Radio in Hamburg. Anschließend war er Mitarbeiter in der Nachrichtenredaktion der Regiocast GmbH und Co. KG, bevor er im April 2019 zum Norddeutschen Rundfunk ging.
Seit Juni 2019 spricht Kuhpai die Zentralnachrichten auf NDR Info und NDR Kultur. Diese werden zu Randzeiten und am Wochenende auf allen NDR-Hörfunkwellen und nachts deutschlandweit auf 16 Radioprogramme übertragen. Daneben ist er freier Autor für verschiedene Beiträge.
Seit 2021 moderiert er die ARD-Infonacht.